# Alfred Bachmann
Ne pas confondre avec Alf Bachmann (1863-1956), un peintre allemand.
Pour les articles homonymes, voir Bachmann.
Alfred Bachmann est un rameur suisse né le 31 mars 1945.

## Biographie
Alfred Bachmann dispute l'épreuve du deux sans barreur aux côtés de Heinrich Fischer aux Jeux olympiques d'été de 1972 de Munich et remporte la médaille d'argent.